# Nicolas de Rivière
 (février 2025).
Motif : Sources primaires, ne répond pas aux RSV
- Archive Wikiwix
- Bing
- Cairn
- DuckDuckGo
- E. Universalis
- Gallica
- Google
- G. Books
- G. News
- G. Scholar
- Persée
- Qwant
- (zh) Baidu
- (ru) Yandex
- (wd) trouver des œuvres sur Wikidata

| 1. | Préciser le motif de la pose du bandeau. | Précisez le motif de la pose du bandeau en utilisant la syntaxe suivante : {{admissibilité à vérifier\|date=mai 2025\|motif=remplacez ce texte par le motif}}                           |
| 2. | Informer les utilisateurs concernés.     | Pensez à avertir le créateur de l'article, par exemple, en insérant le code ci-dessous sur sa page de discussion : {{subst:avertissement admissibilité à vérifier\|Nicolas de Rivière}} |

Nicolas de Rivière, né le 26 septembre 1963 à Paris, est un diplomate français. Il est ambassadeur de France en Russie depuis le 1er février 2025.

## Biographie
Nicolas de Rivière est issu de la promotion Condorcet de l’École nationale d’administration.
Il commence sa carrière à la sous-direction des Nations unies, des organisations internationales, des droits de l’homme et de la francophonie du Quai d’Orsay (1992-1994). Il la poursuit en qualité de conseiller à l'ambassade de La Haye (1994-1997) puis de Washington (1997-2001). De 2002 à 2005, il est successivement Conseiller pour les affaires économiques de l’Asie et l’Amérique du Nord au cabinet de Dominique de Villepin (2002-2004) puis Conseiller pour les problèmes économiques internationaux de l’Asie et les Amériques auprès du cabinet de Michel Barnier (2004-2005).
Il est ensuite successivement directeur des organisations internationales, des droits de l’Homme et de la francophonie (2011-2014) puis directeur général des affaires politiques et de sécurité au ministère de l’Europe et des Affaires étrangères (2014-2019) avant d'être nommé, le 8 juillet 2019, ambassadeur et représentant permanent de la République française au Conseil de sécurité des Nations unies.
Il est nommé ambassadeur de France en Russie le 1er février 2025, en remplacement de Pierre Lévy.

## Décoration
- Chevalier de la Légion d'honneur, juillet 2015[5].